# Христианство в Малави

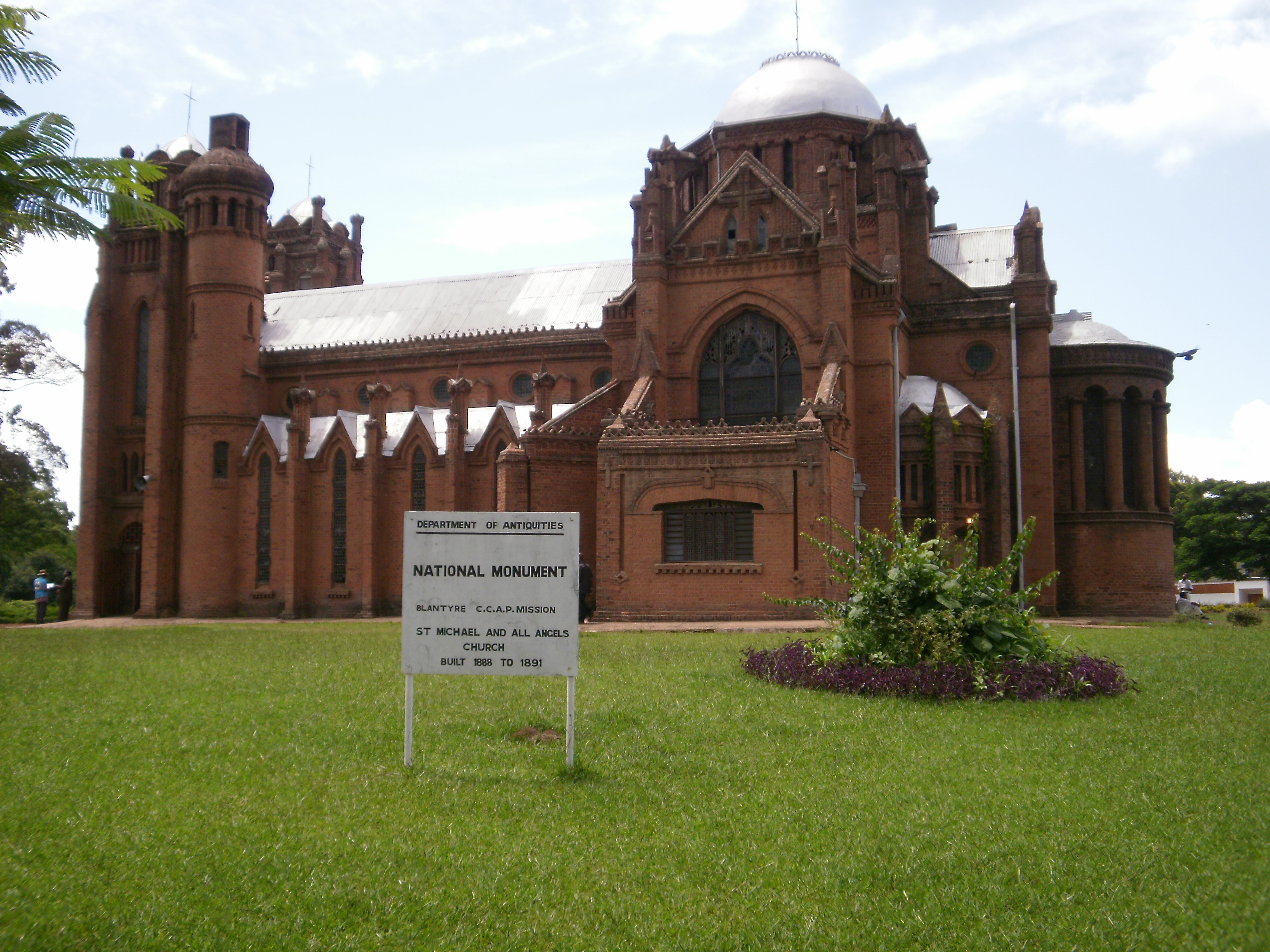
Церковь Святого Михаила и всех Ангелов, миссия в Блантайре, Малави

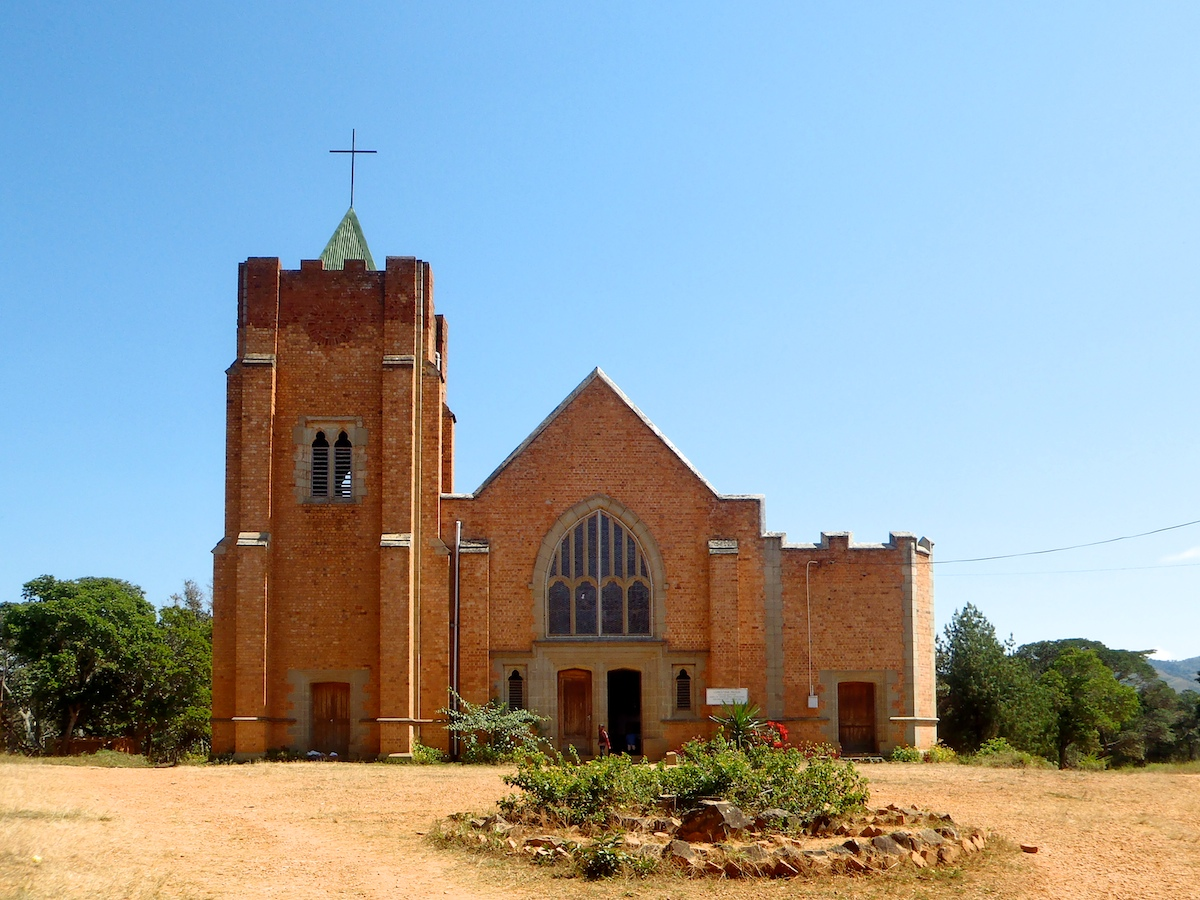
Ливингстоническая Церковь

Согласно статистическим данным 2012 года, около 85 % жителей Малави из 11 миллионов человек, являются христианами. Так, более половины населения — протестанты и ещё 20 % — католики. Также в Малави есть англикане, баптисты, евангелисты, адвентисты седьмого дня, свидетели Иеговы и последователи африканских независимых церквей.
В 1985 году в Малави была основана Реформатская пресвитерианская церковь (англ. The Reformed Presbyterian Church of Malawi).

## История

### Ньясаленд
Давид Ливингстон добрался до озера Ньяса (озеро Малави) в 1859 году. Позже в Кембридже была учреждена Университетская Миссия в Центральную Африку (UMCA), а первая миссионерская экспедиция прибыла в Малави в 1861 году. Среди миссионеров были епископ Эдвард Стейр, Уильям Тозер, Чарльз Алан Смитис, Чаунси Мэйплс и Уильям Персиваль Джонсон, выпускник Университетского колледжа (Оксфорд), который должен был оставаться в Малави в течение 40 лет и переводить Библию на язык чичева. Нидерландская реформатская церковь, основавшая базу в Нхоме, расширилась до других частей центральной части Малави, включая Мланду и Мчинджи, а также в Мозамбик, Замбию и Зимбабве. История католицизма в Малави начинается с появлением французских Белых отцов в 1899 году.

### Независимое государство
Первый президент Малави, пресвитерианец Хастингс Камузу Банда, предпочитал христианство во время своего долгого правления. При Банде процветало множество независимых церквей, в том числе движение свидетелей Иеговы, которое возглавлял Эллиот Кенан Камвана.